# Боа (музичка група)
Боа је хрватска поп рок група која је била посебно истакнута током 1980-их у бившој Југославији.

## Историја
Рана историја бенда започела је у Загребу, тада СР Хрватској 1974. године, када су његови оснивачи Младен Пуљиз и Славко Ременарић своје интересовање са класичне музике пребацили на рок музику, инспирисану арт рок извођачима као што су Дејвид Боуи и Питер Гебријел.
Група је започела концертну активност 1979. године са поставом коју су чинили: Младен Пуљиз (клавијатуре, вокал), Славко Ременарић (гитара), Игор Шоштарић (бубњеви) и Дамир Кошпић (бас гитара). Бенд је кренуо ка тада актуелном новом романтизму и моди и након објављивања свог деби албума 1982. године, проглашени су од стране читалаца угледног југословенског музичког часописа Џубокс за најбољи наступајући извођач године.
Још већу популарност донео им је следећи албум Ритам страсти, праћен око стотину концерата широм бивше Југославије. Упркос чињеници да је њихов следећи албум Говор тијела садржао неколико успешних хитова, бенд је запао у креативну кризу па је група прекинула своје активности све до 1989. године када је добила нову ритам секцију коју је чинио бубњар Паоло Сфеци (бивши члан Аеродрома и Парног ваљка) и басиста Звонимир Бучевић (истакнути музичар).
Године 1990. бенд је објавио албум Први вал и наступио као подршка концерту Дејвида Боуија на стадиону Максимир у Загребу пред преко 50.000 људи. Две године касније, објавили су компилацијски албум 81-92 са живим наступима и студијским снимцима са новим аранжманима. Године 1993. нови члан групе је клавијатурист Гојко Томљановић. Следеће године издају ЦД Крај дјетињства на којем гостују истакнути уметници као што су: Јосипа Лисац, Дино Дворник и Вана. Играна песма „Као мир“, дует са Јосипом Лисац, номинована је у две категорије за престижну хрватску музичку награду Порин.
Године 2002. Croatia Records издаје интегралне верзије два прва албума на ЦД-у, који је награђен Порином у категорији Поновно издање године. Након овог успеха, бенд је објавио и компилацију са песмама са свог трећег и четвртог албума 2004. године под називом Као некад. Све песме су ремастеризоване, а у некима су аутори модификовали аранжмане.
Група је и даље активна.